# Кудрявцев, Александр Платонович
Александр Платонович Кудрявцев (род. 23 мая 1960) — советский борец классического стиля, чемпион и призёр чемпионатов СССР, чемпион мира, Заслуженный мастер спорта СССР (1981).

## Биография
Увлёкся борьбой в 1972 году. В 1976 году выполнил норматив мастера спорта СССР, а в 1981 году — мастера спорта СССР международного класса. Оставил большой спорт в 1986 году.

## Спортивные результаты
- Первенство мира среди юниоров 1979 года — ;
- Первенство Европы среди юниоров 1980 года — ;
- Чемпионат СССР по классической борьбе 1981 года — ;
- Чемпионат СССР по классической борьбе 1982 года — ;
- Чемпионат СССР по классической борьбе 1986 года — ;